# Norrköpingshus
Norrköpingshus war bis 1604 ein königliches Schloss in der schwedischen Stadt Norrköping, das an der Stelle stand, wo sich heute die Hedvigskirche (schwedisch: Hedvigs kyrka) am Tyska torget befindet.

## Geschichte
Den Ursprung des Schlosses bildete ein königlicher Gutshof, den Gustav I. Wasa in seinen letzten Jahren errichten ließ. Während des Dreikronenkrieges brannten die schwedischen Truppen unter Erik XIV. das Gebäude nieder, da befürchtet wurde, dass es in die Hände des dänischen Heerführers Daniel Rantzau fallen könnte und als dessen Basis für weitere Feldzüge dienen könnte.
Ungefähr zehn Jahre später startete Johann III. einen Neubau an gleicher Stelle, der von 1575 oder 1576 bis 1578 andauerte. Ab 1581 begann man damit, den Schlossgarten auszubauen, der auch einen Karpfenteich erhielt. Neben Norrköpingshus entstanden Versorgungsgebäude wie eine Ziegelei, ein Schlachthaus, Ställe, ein Badehaus, eine Brauerei, Schmieden und Tischlerwerkstätten. Für den Bau ließ der Schlossbaumeister Hans Fleming Arbeiter aus allen abhängigen Gebieten Schwedens kommen.
Vom Schloss sind keine Bilder überliefert, doch es wird als protziger Fachwerkbau mit zwei Türmen, 300 Fenstern, Eingangsportal mit königlichem Wappen, Kupferdach, einem Kirchenraum mit Gewölbe und vielen Gemächern beschrieben. Die wertvolle Einrichtung wurde von Kunsthandwerkern aus Deutschland und den Niederlanden geschaffen.
König Johann III. bewirtete hier oftmals seine Gäste. Zwischen 1594 und 1597 wohnte im Schloss Elisabeth Wasa, eine Tochter Gustav Wasas. Sie war die Witwe des Herzogs Christoph von Mecklenburg und brachte einen Hofstaat aus fast 1000 Personen mit, der die Einwohnerzahl der Stadt deutlich erhöhte. Das Treiben am Fürstenhof war glanzvoll und belebt, da ein Großteil der königlichen Verwandtschaft in der Nähe wohnte. Im Gegensatz dazu stand das Schloss in Stockholm leer, da der damalige König Sigismund III. von Polen aus regierte. Elisabeth starb am 19. November 1597 bei einem Besuch in Stockholm, und danach wurde ihr Hofstaat aufgelöst.
Der spätere König Karl IX. hatte zwar Interesse am Schloss und wollte dort 1604 einen Reichstag abhalten, doch kurz vor diesem Ereignis brannte das Gebäude ab, und so erfolgte die Ernennung zum Staatsoberhaupt in einem anderen Gebäude der Stadt – wahrscheinlich in der Stadtkirche oder im Rathaus. Norrköpingshus wurde nie wieder aufgebaut. Stattdessen ließ Herzog Johann von Östergötland in seiner Residenzstadt ab 1614 Schloss Johannisborg errichten.
Das Grundstück des Schlosses wurde 1663 an die deutsche christliche Gemeinde gespendet, die hier die Hedvigskirche errichtete, die heute auch als deutsche Kirche bekannt ist. Kurz nach dem Zweiten Weltkrieg wurden bei archäologischen Ausgrabungen im Umfeld der Kirche einige wertvolle Funde zu Tage gefördert.